# مورین کیرد
مورین کیرد (انگلیسی: Maureen Caird؛ زادهٔ ۲۹ سپتامبر ۱۹۵۱) دونده اهل استرالیا است.
از افتخارات وی میتوان به کسب مدال طلا دو ۸۰ متر با مانع در بازی‌های المپیک تابستانی ۱۹۶۸ اشاره کرد.